# Gmina Kruszwica
Die Gmina Kruszwica ist eine Stadt-und-Land-Gemeinde im Powiat Inowrocławski der Woiwodschaft Kujawien-Pommern in Polen. Ihr Sitz ist die historisch bedeutende, gleichnamige Stadt (deutsch Kruschwitz) mit etwa 9000 Einwohnern.

## Geographie
Die Gemeinde grenzt im Norden an die Landgemeinde Inowrocław und im Süden an die Woiwodschaft Großpolen. Sie liegt fünf Kilometer südöstlich der Kreisstadt Inowrocław (Hohensalza) in der Pojezierze Gnieźnieńskie (Gnesener Seenplatte). Ihr Hauptort liegt am nördlichen Ende des von der Noteć (Netze) durchflossenen Jezioro Gopło (Goplosee).

## Geschichte
Die Gemeinde wurde 1973 gebildet. Von 1975 bis 1998 gehörte sie zur Woiwodschaft Bydgoszcz und kam 1999 zur Woiwodschaft Kujawien-Pommern.

## Gliederung
Zur Stadt-und-Land-Gemeinde Kruszwica gehören die Stadt selbst und 30 Dörfer mit Schulzenämtern:
| polnischer Name | deutscher Name (1815–1918)                    | deutscher Name (1939–1945)              |
| --------------- | --------------------------------------------- | --------------------------------------- |
| Bachorce        | Bacharcie                                     | Bachenbruch                             |
| Baranowo        | Gut Baranowo                                  | Lammfeld                                |
| Bródzki         | Königsthal                                    | Königstal                               |
| Brześć          | Gut Brzesc                                    | Briesen                                 |
| Chełmce         | Chelmce                                       | Grünholm                                |
| Chełmiczki      | Chelmiczki                                    | Bühlau                                  |
| Chrosno         | Chrosno                                       | Reisern                                 |
| Cykowo          | Cykowo                                        | Ziegenfeld                              |
| Giżewo          | Gut Gizewo                                    | Gießbach                                |
| Głębokie        | Gut Glembokie                                 | Deipenhof                               |
| Gocanówko       | Gut Gocanowko                                 | Gotenheim                               |
| Gocanowo        | Gocanowo                                      | Gotendorf                               |
| Grodztwo        | Grodztwo                                      | Winrichsburg                            |
| Janocin         | Gut Janocin                                   | Ginsterbusch                            |
| Janowice        | Gut Janowitz                                  | Hansenhof                               |
| Karczyn         | Gut Karczyn                                   | Talrode                                 |
| Karsk           | Karsk                                         | Karsen                                  |
| Kicko           | Kicko                                         | Katten                                  |
| Kobylnica       | Kobelnica                                     | Blessendorf                             |
| Kobylniki       | Gut Kobelnik                                  | Roßau                                   |
| Kruszwica       | Kruschwitz                                    | 1939–1943 Wikingen 1943–1945 Kruschwitz |
| Lachmirowice    | Gut Lachmirowitz                              | Möwenhof                                |
| Łagiewniki      | Lagiewnik                                     | Büttenhof                               |
| Mietlica        | Gut Mietlica                                  | Schmalsee                               |
| Orpikowo        | Orpikowo                                      | Seebach                                 |
| Ostrówek        | Gut Ostrowek                                  | Oberwerth                               |
| Ostrowo         | Gut Ostrowo am Goplo                          | Spitzwerder                             |
| Papros          | Papros                                        | Farnen                                  |
| Piaski          | Gut Piaski                                    | Sandfeld                                |
| Piecki          | Pietzki                                       | Teerofen                                |
| Polanowice      | Gut Polanowitz                                | Waltersmark                             |
| Popowo          | Gut Popowo                                    | Strandhof                               |
| Przedbojewice   | Gut Przedbojewitz 1908–1918 Gut Schedbojewitz | Albrechtshof                            |
| Racice          | Gut Racice 1906–1918 Raschleben               | Raschleben                              |
| Różniaty        | Rozniaty                                      | Barnefeld                               |
| Rusinowo        | Gut Ruschinowo 1908–1918 Ruschingen           | Ruschingen                              |
| Rzepiszyn       | Emmowo                                        | Emmenhofen                              |
| Rzepowo         | Friedrichowo 1906–1918 Friedrichau            | Röwenfeld                               |
| Skotniki        | Königlich Skotniki 1906–1918 Gut Skotniki     | Hürdenfeld                              |
| Słabęcin        | Slabencin                                     | Ruppertsfeld                            |
| Słabęcinek      | Slabencinek                                   | Ruppertshof                             |
| Sławsko Górne   | Liliendorf                                    | Liliendorf                              |
| Sławsko Wielkie | Groß Slawsk                                   | Lilienfeld                              |
| Sokolniki       | Sokolnik                                      | Falken                                  |
| Sukowy          | Gut Sukowy                                    | Wächterhof                              |
| Szarlej         | Scharley                                      | Altschanze                              |
| Tarnówko        | Gut Tarnowko                                  | Tarnen                                  |
| Tarnowo         | Gut Tarnowo                                   | Schlehen                                |
| Witowice        | Gut Witowice 1910–1918 Weitendorf             | Weitendorf                              |
| Witowiczki      | Gut Witowiczki                                | Weitenhof                               |
| Wola Wapowska   | Wola Wapowska                                 | 1940–1943 Freidorf 1943–1945 Freiwappen |
| Wróble          | Gut Wroble                                    | Sperlingshof                            |
| Zaborowo        | Zaborowo                                      | Hinterwalden                            |
| Żerniki         | Zernik                                        | Schönwerth                              |
| Złotowo         | Zlotowo                                       | Schlotterbach                           |

## Verkehr
Durch den Hauptort Kruszwica verlaufen die Landesstraße DK62 von Strzelno nach Siemiatycze und die Woiwodschaftsstraße DW412 nach Tupadły.
Die Fernzüge der PKP-Bahnstrecke 131 Chorzów Batory–Tczew halten nicht auf im Gemeindegebiet. Auf der PKP-Bahnstrecke 231 Inowrocław Rąbinek–Mogilno besteht kein Personenverkehr mehr.
Der nächste internationale Flughafen ist Poznań-Ławica.